# Quinientos doce
El quinientos doce (512) es el número natural que sigue al quinientos once y precede al quinientos trece.

## Propiedades matemáticas
- Es un número compuesto, que tiene los siguientes factores propios: 1, 2, 4, 8, 16, 32, 64, 128 y 256. Como la suma de sus factores es 511 < 512, se trata de un número defectivo.
- 512 es la novena potencia de 2.
- Es un número de Leyland ya que  44 + 44 = 512